# Odyssey
Odyssey četvrti je studijski album švedskog glazbenika, gitarista Yngwie Malmsteena koji je objavljen u ožujku 1988. godine. Na većini pjesama s albuma vokale izvodi Joe Lynn Turner, osim na tri ("Riot In the Dungeons", "Memories" i "Krakatau") koje su instrumentalnog tipa. Skladbe su pod čvrstim djelovanje '70 godina, gdje u prvi plan dolazi rock i heavy metal, isti onaj koji se mogao čuti od Deep Purplea. Album je dodatno u studiju obradio Jens Johansson.

## Popis pjesama
- Sve pjesme napisali su Yngwie J. Malmsteen i Joe Lynn Turner (osim koje su naznačene)

1. "Rising Force"  – 4:26
2. "Hold On"  – 5:11
3. "Heaven Tonight"  – 4:06
4. "Dreaming (Tell Me)"  – 5:19
5. "Bite The Bullet"  – 1:36 (Yngwie J. Malmsteen)
6. "Riot In The Dungeons"  – 4:22
7. "Déjà Vu"  – 4:17
8. "Crystal Ball"  – 4:55
9. "Now Is The Time"  – 4:34
10. "Faster Than The Speed Of Light"  – 4:30
11. "Krakatau"  – 6:08 (Yngwie J. Malmsteen)
12. "Memories"  – 1:14 (Yngwie J. Malmsteen)

## Zasluge
Postava sastava
- Yngwie J. Malmsteen – gitara, bas-gitara, produkcija
- Joe Lynn Turner – vokal
- Anders Johansson – bubnjevi
- Jens Johansson – klavijature

Dodatni glazbenici
- Bob Daisley – bas-gitara (na pjesmama 1., 2., 8., 9.)

Ostalo osoblje
- Mike Barbiero – miks
- Jeff Glixman – produkcija, inženjer zvuka
- Steve Thompson – miks
- Jim Lewis – izvršna produkcija
- Michael Bays – umjetnički smjer
- Pat Drosins – umjetnički smjer